# (3641) Williams Bay
(3641) Williams Bay (A922 WC) – planetoida z grupy pasa głównego asteroid okrążająca Słońce w ciągu 5,17 lat w średniej odległości 2,99 au Odkrył ją George Van Biesbroeck 24 listopada 1922 roku.